# Oravská vrchovina
Oravská vrchovina je geomorfologický celek na Oravě patřící do Alpsko-himálajské soustavy, podsestavy Karpaty, provincie Západní Karpaty, subprovincie Vnější Západní Karpaty a oblasti Stredné Beskydy.
Rozprostírá se po obou stranách řeky Orava a zabírá plochu přibližně 220 kilometrů čtverečných. Z jihu ohraničují Oravskou vrchovinu Chočské vrchy a Velká Fatra, na jihozápadě Malá Fatra, na západě Oravská Magura, na severu Oravská kotlina a na východě Skorušinské vrchy.
Součástí jsou dva geomorfologické podcelky: Podchočská brázda a Veličnianska kotlina.